# Bea Benaderet
Bea Benaderet (Nueva York, 4 de abril de 1906-Los Ángeles, 13 de octubre de 1968) fue una actriz estadounidense.

## Biografía
Nacida en Nueva York, se crio en San Francisco (California).
Benaderet empezó dando voz al personaje de la Abuelita —la propietaria de Piolín—en la serie de dibujos animados de la Warner Bros. Looney Tunes, iniciada en 1947 y fue una de las pocas actrices de voz asociada al estudio en su primera época. Benaderet siguió interpretando a la Abuelita en la década de 1950, antes de que June Foray tomara el papel.
Benaderet trabajó en la radio en la década de 1940 interpretando a Millicent Carstairs en Fibber McGee & Molly, a la telefonista Gertrude Gearshift en The Jack Benny Program, y a la directora Eve Goodwin en The Great Gildersleeve. Además, actuó en varios programas de la serie Amos 'n Andy. Benaderet también interpretó a Blanche Morton, vecina de George Burns y Gracie Allen, tanto en la radio como en la televisión. Así mismo, tuvo un papel regular en la serie "A Day in the Life of Dennis Day".
Interpretó a la mejor amiga de Lucille Ball, Iris Atterbury, en la serie radiofónica de los años cuarenta My Favorite Husband. Cuando Ball y su marido Desi Arnaz decidieron crear una serie televisiva similar llamada I Love Lucy, Benaderet fue la primera elección para el papel de Ethel Mertz, pero no estaba disponible pues ya había firmado para intervenir en la adaptación televisiva del programa radiofónico de Burns y Allen. Vivian Vance, una actriz y cantante casi desconocida, fue finalmente elegida para formar parte del reparto. Aun así, Benaderet actuó como artista invitada en I Love Lucy en enero de 1952.
Benaderet fue también considerada para hacer el papel de Granny en la serie The Beverly Hillbillies, creada por el productor de The Burns & Allen Show, Paul Henning, quien finalmente consideró más idónea para el personaje a Irene Ryan. Sin embargo, Henning eligió a Benaderet para interpretar el papel de Pearl Bodine en la misma serie, trabajando en la primera temporada de la misma. 
Petticoat Junction fue una serie de enorme éxito y una de las de mayor audiencia durante varios años. En 1950 Benaderet hizo un programa radiofónico con Gale Gordon llamado Granby's Green Acres, que fue la base para la serie de TV Green Acres. Green Acres fue posteriormente un spinoff de Petticoat Junction, con Eva Gabor y Eddie Albert.
Benaderet estuvo muy ocupada en esa época, y también tuvo un papel en una serie televisiva en dibujos animados icónica de los años sesenta, Los Picapiedra, en la cual daba voz a Betty Mármol. Benaderet abandonó la serie en 1964 debido a su trabajo en Petticoat Junction, y Betty sería doblada por Gerry Johnson. Benaderet estaba familiarizada con los dibujos animados. Había dado voz a muchos personajes femeninos en dibujos de la Warner en la década de 1940. Con Los Picapiedra Benaderet se reencontró con su colega de los años cuarenta Mel Blanc (como el marido de Betty, Pablo Mármol). Benaderet no aparecía en los créditos de la Warner, pues la política del estudio los evitaba, salvo en el caso de Blanc, que lo tenía exigido en su contrato.

### Enfermedad
Benaderet enfermó en 1967, por lo cual hubo de abandonar Petticoat Junction en lo que en principio iba a ser un retiro temporal. En su ausencia se contrató a Rosemary DeCamp. Sin embargo, Benaderet pudo hacer algunas actuaciones adicionales en el programa. Más adelante se vio claro que la actriz no podía continuar con la serie, y June Lockhart la sustituyó.
Bea Benaderet falleció a causa de un cáncer de pulmón en 1968, a los 62 años de edad, en Los Ángeles, California. Fue enterrada en el Cementerio Valhalla Memorial Park de Los Ángeles.
Estuvo casada con el actor Jim Bannon, con el que tuvo dos hijos, uno de ellos Jack Bannon, actor que participaría con regularidad en la serie Lou Grant. Se divorciaron en 1950. Posteriormente se casó con Eugene Twombly, especialista de sonido para la radio y la TV, y que falleció por un ataque cardiaco cuatro días después del fallecimiento de su esposa.

## Filmografía

### Largometrajes
- Notorious (Encadenados o Tuyo es mi corazón) (1946)
- Un día en Nueva York (1949)
- The First Time (1952)
- Black Widow (1954)
- Plunderers of Painted Flats (1959)
- Tender Is the Night (1962)

### Cortos
- Puss n' Booty (1943) (voz)
- Little Red Riding Rabbit (1944) (voz)
- Bugs Bunny and the Three Bears (1944) (voz)
- The Weakly Reporter (1944) (voz)
- The Shooting of Dan McGoo (1945) (MGM)
- Baseball Bugs (1946) (voz)
- Quentin Quail (1946) (voz)
- Scent-imental Over You (1947) (voz)
- Tweetie Pie (1947) (voz)
- Doggone Cats (1947) (voz)
- What's Brewin', Bruin? (1948) (voz)
- I Taw a Putty Tat (1948) (voz)
- Kit For Cat (1948) (voz)
- A Hick a Slick and a Chick (1948) (voz)
- The Bee-Deviled Bruin (1949) (voz)
- Bear Feat (1949) (voz)
- The Scarlet Pumpernickel (1950) (voz)
- An Egg Scramble (1950) (voz)
- All a Bir-r-r-rd (1950) (voz)
- Canary Row (1950) (voz)
- Two's a Crowd (1950) (voz)
- Room and Bird (1951) (voz)
- Chow Hound (1951) (voz)
- Lovelorn Leghorn (1951) (voz)
- Tweety's S.O.S. (1951) (voz)
- A Bear for Punishment (1951) (voz)
- Feed the Kitty (1952) (voz)
- Gift Wrapped (1952) (voz)
- Kiddin' the Kitten (1952) (voz)
- Orange Blossoms for Violet (1952) (voz)
- Terrier-Stricken (1952) (voz)
- From A to Z-Z-Z-Z (1953) (voz)
- Kiss Me Cat (1953) (voz)
- Easy Peckin's (1953) (voz)
- Of Rice and Hen (1953) (voz)
- Sandy Claws (1954) (voz)
- Wild Wife (1954) (voz)
- The Cats Bah (1954) (voz)
- Bewitched Bunny (1954) (voz)
- Goo Goo Goliath (1954) (voz)
- Feather Dusted (1955) (voz)
- The Hole Idea (1955) (voz)

## Trabajos televisivos
- The George Burns and Gracie Allen Show (1950-1958)
- The George Burns Show (1958-1959)
- Los Picapiedra (miembro del reparto desde 1960 a 1964) (voz)
- Peter Loves Mary (1960-1961)
- The Beverly Hillbillies (miembro intermitente del reparto entre 1962 y 1963)
- Petticoat Junction (miembro del reparto entre 1963 y 1968)